# تشارلز إلوود ستيفنسون
تشارلز إلوود ستيفنسون هو سياسي كندي، ولد في 11 أكتوبر 1898، وتوفي في 1 أبريل 1965. نشط حزبياً في الحزب الكندي التقدمي المحافظ. وقد انتخب عضو مجلس العموم الكندي.